# Faltbrief
Ein Faltbrief ist ein aus einem Bogen Papier gefalteter Brief und stellt die ursprüngliche Form dieser Versandart dar. Faltbriefe waren üblich, als es noch keine eigenen Briefumschläge gab. Das Papier besteht oft aus einem gefalteten doppelten Faltbriefbogen, außen für die Postanschrift und innen für den Brieftext. Der Bogen wurde zum Versand mehrmals gefaltet, ineinander gesteckt, adressiert und zugeklebt oder versiegelt. 
Durch spezielle Falt- und Verschlusstechniken verhinderten die Absender unerwünschtes Mitlesen. 1820 wurde beispielsweise ein geeignetes Verfahren folgendermaßen beschrieben:

„Ein Aufsatz im Oppositions-Blatte enthält folgende Mittel, um das heimliche Aufbrechen der Briefe zu verhindern. Als Hauptregel gilt, sich sowohl seines Siegellacks, als feines Papieres zu bedienen, desgleichen, daß ersteres nur dünne und brennend aufgetragen, und das Petschaft gehörig ausgedrückt wird. Man richte ferner die Couverte so ein, daß das schliessende Papier zusammengeleimt wird. Ist auf diese Weise der Brief in das Couvert gepackt: so mache man dicht am Rande, in der Mitte jeder der vier Seiten des Couverts, einen Einschnitt mit dem Federmesser. Durch diese vier Einschnitte ziehe man nur zwei Streifen Papier, in der Art, daß die vier Enden derselben da zusammenkommen, wo das Siegel aufgedrückt wird, und dann mit eingesiegelt werden. Nun schreibe man die Adresse auf diesem Briefe so, daß auf jedem der durchgezogenen sich durchkreuzenden Papierstreifen nun einige Buchstaben zu stehen kommen.“

Letterlocking ist eine Methode, eine schriftliche Nachricht ohne eine Hülle, etwa einen Briefumschlag, vor dem Lesen zu schützen. Es handelt sich also um ein historisches Briefsiegel. Der Begriff charakterisiert die Technik zutreffend, da durch geschicktes Bearbeiten des Papiers wie Falten, Schneiden,  Fädeln und abschließendes Befestigen mit Siegelwachs ein Schloss (englisch: lock) erzeugt wird. So wird es unmöglich, den Brief zu öffnen und zu lesen, ohne ihn zu zerstören.

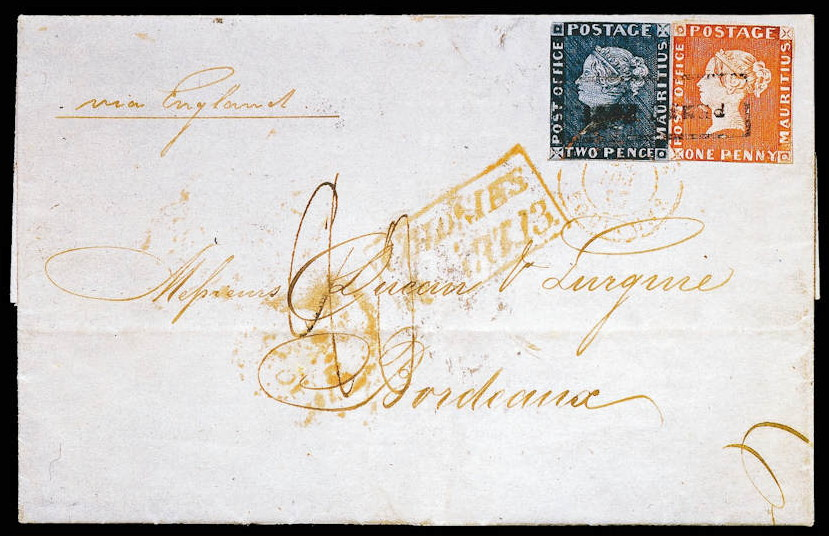
Bordeaux-Brief, eines der teuersten philatelistischen Sammelstücke überhaupt
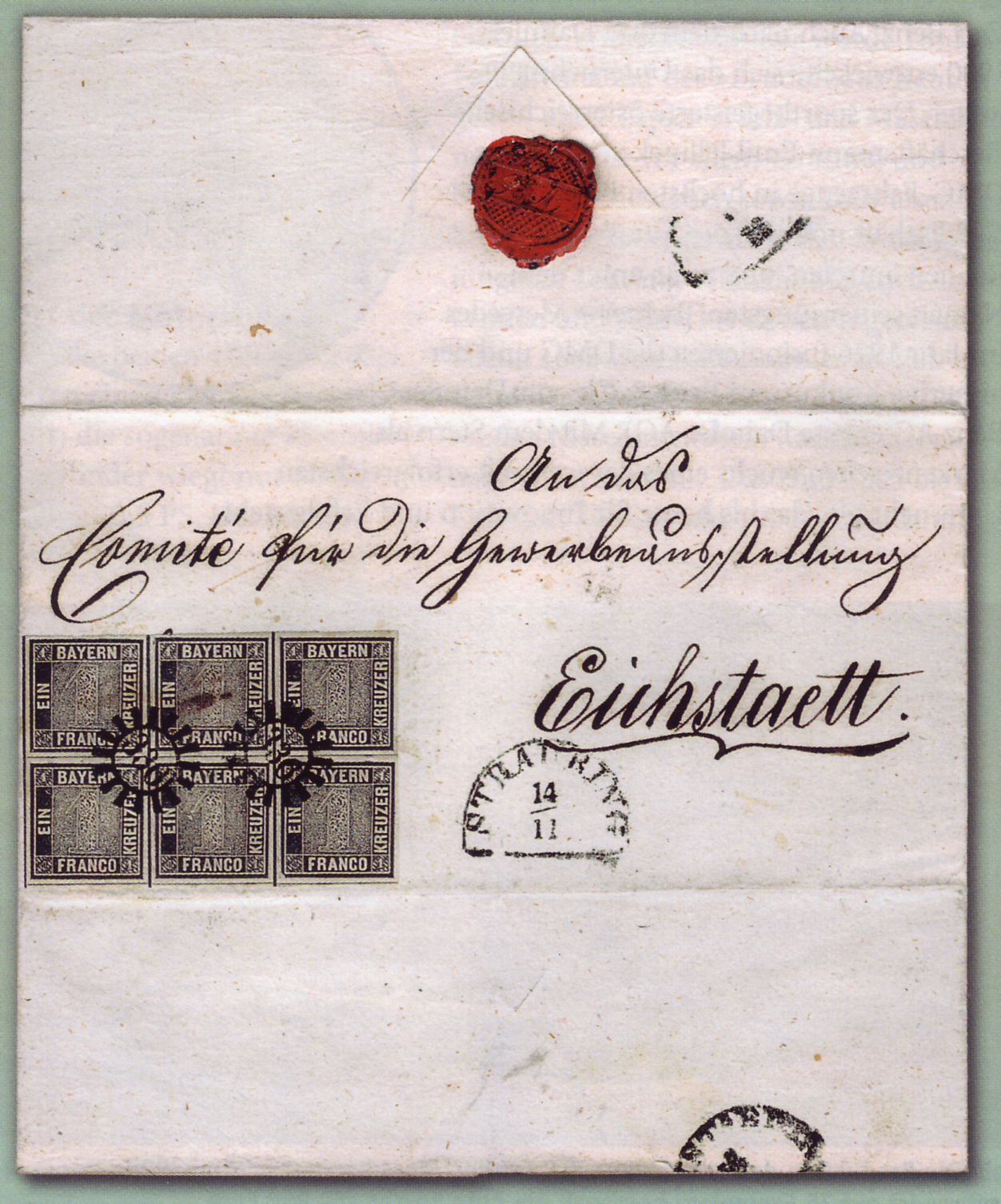
Der Eichstätt-Brief mit einem Sechserblock von schwarzen Einsern
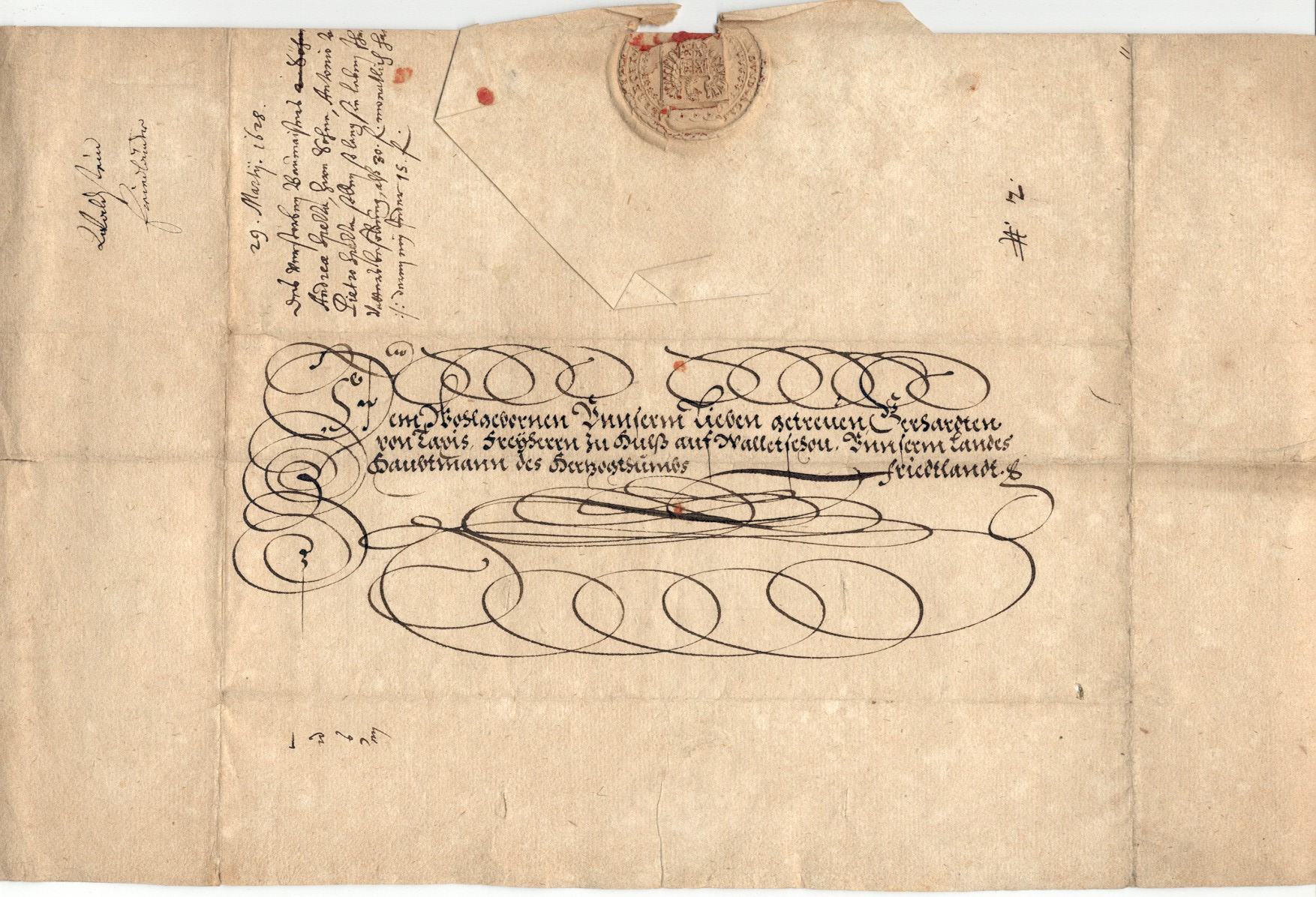
Faltbrief der Vorphilatelie von 1628
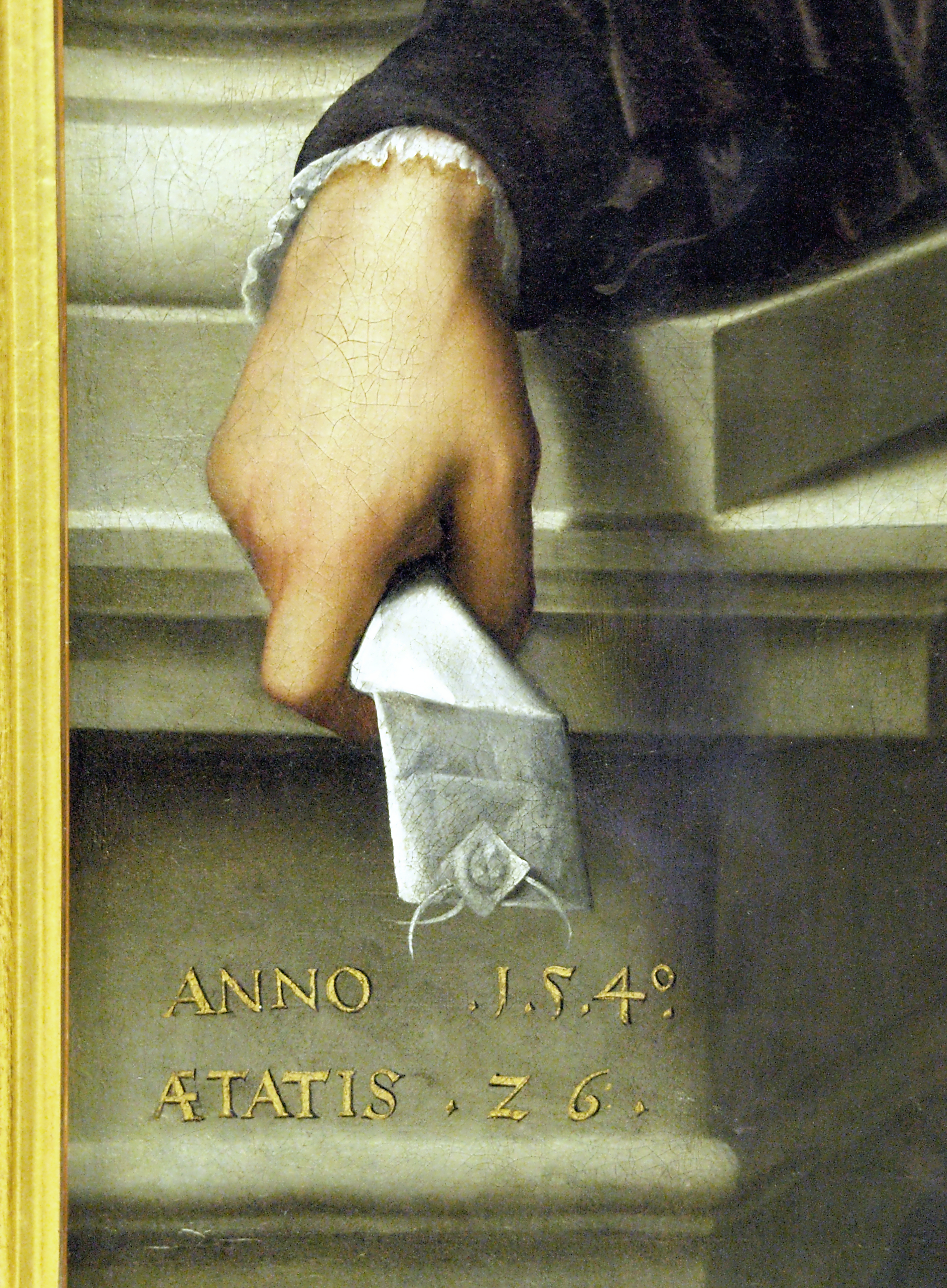
Letterlocking, Detail aus einem Porträt von Johan Stefan van Kalkar, Venedig 1540